# あさじげZ
『あさじげZ』（あさじげゼット）は、2014年4月5日から2022年12月24日まで長崎国際テレビで放送されていた長崎県向けの朝の情報番組である。放送開始から1年2か月『あさじげ×ZIP!』と題して放送されていたが、2015年6月6日放送分をもって改題した。

## 概要
長崎国際テレビの第231回放送番組審議会にて4月から自社製作の朝の情報番組『あさじげ×ZIP!』がスタートすることが発表された。日本テレビ系列で月曜日から金曜日の5:50 - 8:00に生放送されている朝の情報番組『ZIP!』と土曜日の昼に生放送されている長崎県向けの情報バラエティー番組『ひるじげドン』がコラボした朝のローカル情報バラエティー番組として放送を開始、2015年6月6日の放送分をもって『あさじげZ』に改題した。

『あさじげ』は「あさのじげもん」の略で、「じげもん」は長崎弁で「地元の人」という意味 。

『あさじげZ』の『Z』は、数学で、第3の未知数を示す記号で、未知への可能性と夢を意味する。
放送開始から2018年9月29日 まではNIB本社1階のエントランスホールより生放送していたが、2018年10月13日からは全編ロケVTR番組となった。
2021年4月3日よりリニューアル。下柳を残して他のメンバー（マサヨシ、服部、SHUNSUKE、永野）が新たに加わった。
2022年12月24日の放送をもって終了し、8年9か月の歴史に幕を閉じた。

## 放送時間
- 土曜 9:25 - 10:00（2014年4月5日[8] - 2018年9月29日[9]）
- 土曜 9:55 - 10:30[1]（2018年10月13日[注 2] - 2022年12月24日）

## 出演者
- 下柳剛[1][2][3] - 長崎県長崎市出身の元プロ野球選手[15][16]。（2014年4月5日 - 2022年12月24日）
- マサヨシ（サカイスト）（2021年4月3日 - 2022年12月24日）
- 服部さやか（元LinQ）（2021年4月3日 - 2022年12月24日）
- SHUNSUKE（2021年4月3日 - 2022年12月24日）
- 永野 - 映画コーナーに出演。（2021年4月3日 - 2022年12月24日）

### 過去の出演者
- 田中梨菜[2]
- 古本史子[1][2][3]（2014年4月5日 - 2021年3月27日）
- 山中海音[4]（2020年4月18日[17] - 2021年3月27日）
- 鐘江美沙紀[18][19]
- 諸岡なほ子 - リポーター[6]
  - 長崎県佐世保市出身のタレントであり[5]、福岡県大牟田市出身の諸岡なほ子とは別人。

## ゲスト出演者
ここでは、VTRやスタジオ、中継先で出演をした人物。
- Bitter & Sweet - 2014年4月26日
- 上重聡（日本テレビアナウンサー） - 2014年5月10日[20]
- C&K - 2014年9月13日[21]、2017年6月17日[22]
- 桝太一（日本テレビアナウンサー、DEJIMA博から下柳剛と生出演） - 2014年9月20日[23]
- 竹本孝之 - 2015年3月28日[24]、2016年4月9日[25]、2016年9月10日[26]
- 伊野尾慧（Hey! Say! JUMPのメンバー） - 2015年5月27日[27]
- 上奥まいこ（2015年度、2016年度のテーマ曲を担当） - 2015年6月[28]、2016年1月9日[29]、2016年6月13日[30]
- 10神ACTOR - 2016年1月23日[31]、2016年4月2日[32]、2017年2月11日[33]、2018年3月24日[34]、2018年10月29日[35]
- 桑田靖子 - 2016年9月10日[26]
- ORANGE POST REASON（2017年度テーマ曲を担当） - 2017年3月4日[36][37]、2017年8月19日[38]、2017年9月9日[39]
- 長濱ねる（元欅坂46のメンバー） - 2018年2月24日[40][41][42]
- 染谷西郷（FUNKISTのメンバー） - 2018年2月24日[40][41][43]
- LAMP IN TERREN（2018年度のテーマ曲を担当） - 2018年3月31日、2018年4月7日[44]
- lol - 2018年8月4日[45][46]
- バリスティック・ボーイズ - 2020年3月14日[47]

## コーナー
- しもブラ[4][48] - 下柳剛が長崎をぶらぶらするコーナー
  - 不明 - 2020年7月4日までこのコーナーは休止していたが2020年7月11日から復活した[49][50]。

### 過去のコーナー
- 1分間のゆるギャクアニメ おはようハクション大魔王 - （ZIP!のコーナー『あさアニメ』で放送していたものを再放送した）[51]
- しもタビ[52]
- しもチャレ[53]

## テーマ曲
- 『Love Loveしよう』 - ダイスケ（2014年度）[54]
- 『願い』 - 上奥まいこ（2015年度）[55][56][29][28]
  - CM前や当番組の天気予報のBGMでも使われた[57]
- 『路面電車は夢を乗せて』 - 上奥まいこ[58]（2016年度[59][30]）
  - 2015年度と2016年度は上奥まいこが担当[60]、スタジオに生出演することがあった[29][30]
- 『ソーダ』 - ORANGE POST REASON（2017年度）[61][62]
- 『Dreams』 - LAMP IN TERREN（2018年度）[63][64]
  - VTRで当番組MCの古本史子とトークする形で出演した[44]
- 『ありふれたひと』 - BAN'S ENCOUNTER（2019年度）[65][66]